# Бернардо де Домінічі
Бернардо де Домінічі (італ. Bernardo de' Dominici; 1683—1759) — неаполітанський художник XVIII ст. Створював пейзажі і морські краєвиди, картини побутового жанру. Більш відомий як історіограф неаполітанських архітекторів, скульпторів і художників.

## Життєпис
Походив з родини художника. Батько, Раймонд де Домінічі, працював над створенням релігійних образів. Представник провінційного бароко, батько брався за створення для церков художніх плафонів і фресок, котрі підписував «Raindomaltese», бо навчався на Мальті. Логічно, що перші художні навички Бернардо де Домінічі отримав у батька.
Бернардо де Домінічі надалі удосконалював майстерність під керівництвом художників Матіа Преті (1613—1699) та Франца Йоахима Бейка (Franz Joachim Beich 1666—1748), німця за походженням, автора пейзажів.
Бернардо де Домінічі створював пейзажі і морські краєвиди, картини побутового жанру, брався за релігійний живопис.
1727 року оприлюднив життєпис неаполітанського художника Луки Джордано. Почав збирати свідоцтва і перекази про неаполітанських архітекторів, скульпторів і художників. Завдяки його розшуковій і мистецтвознавчій праці ми знаємо приблизно про половину неаполітанських митців, нехай і неповністю.
1742 року твір Бернардо де Домінічі вийшов з друку у трьох книгах.

## Вибрані твори художника
- «Самсон і Даліла»

## Перша книга «Життєписів неаполітанських художників, скульпторів, архітекторів»
- Антоніо Бамбоччо (Antonio Bamboccio)
- Андреа Чікконе ()
- Аньоло Франко ()
- Белісаріо Коренціо ()
- Гаспаро Феррата ()
- Колантоніо дель Фйоре ()
- Карло Селіто (1581—1614)
- Гульельмо Монако ()
- Джованні Франческо Мормандо (1449—1530), архітектор
- Мазуччо Прімо
- Маттео Санезе
- Джакомо де Сантіс
- Антоніо Соларіо (1465—1530)
- Філіпо Тезауро
- Маестро Міно
- Ніколо да Віто та інші.

## Друга книга
- Джузеппе Агеліо (Giuseppe Agelio)
- Помпео дель Аквіла (Pompeo dell' Aquila)
- Амброджо Аттендоло (Ambrogio Attendolo)
- Джованні Баттіста Антіконе (Giovanni Battista Anticone)
- Джироламо д'Арена (Girolamo d'Arena)
- П'єтро д'Арена (Pietro d'Arena)()
- П'єтро Азеза (Pietro Asesa)
- Доменіко Ауріа (Domenico Auria)
- Джованні Бернардино Аццоліні (Giovanni Bernardino Azzolini 1572—1645), художник і скульптор
- Джованні Бальоне (Giovanni Baglione 1566—1643)
- Діонісіо ді Бартоломео (Dionisio di Bartolomeo)
- Сільвестро Бруно (Silvestro Bruno)
- Чезаре Каленсе (Cesare Calense;)
- Антоніо Каполонго (Antonio Capolongo)
- Франческо Капуто (Francesco Caputo)
- Марко Калабрезе (Marco Calabrese 1486—1542)
- Ліонардо Кастеллані (Lionardo Castellani)
- Джованні Філіппо Кресчоне (Giovanni Filippo Crescione)
- Маріанджола Кріскуоло (Mariangiola Criscuolo 1548—1630), жінка-художниця
- Джованні Баттіста Каваньї (Giovanni Battista Cavagni)
- Джакомо Козентіно (Giacomo Cosentino)
- Джованні Анжело Кріскуоло (Giovanni Angelo Criscuolo)
- Джованні Філіппо Кріскуоло (Giovanni Filippo Criscuolo)
- Франческо Куріа (Francesco Curia 1538—1610)
- Джованні Вінченцо Корсо (Giovanni Vicenzo Corso)
- Фра Джуліо Чезаре Фалько (Fra Giulio Cesare Falco)
- Антоніо Фйорентіно (Antonio Fiorentino)
- Моммето Грейтер (Mommetto Greuter)
- Вінченцо Форлі (Vincenzo Forlì)
- Сіджизмондо ді Джованні (Sigismondo di Giovanni)
- Франческо Імпарато (Francesco Imparato бл. 1520—1570)
- Джироламо Імпарато (Girolamo Imparato)
- Джованні Бернардо Лама(Giovanni Bernardo Lama;)
- Помпео Ландульфо (Pompeo Landulfo;)
- Пірро Лігоріо (Pirro Ligorio) архітектор, садівник і художник
- Баттіста Лока (Battista Loca;)
- Джакомо Манеккіа (Giacomo Manecchia)
- Фердинандо Манліо (Ferdinando Manlio)
- Алессандро Мартуччі (Alessandro Martucci)
- Кола делла Мартіче (Cola della Matrice)
- Марко Маццароппі (Marco Mazzaroppi)
- Вінченцо делла Моніка (Vincenzo della Monica)
- Джованні Баттіста Назоні (Giovanni Battista Nasoni)
- Марко Антоніо Нікотера (Marco Antonio Nicotera)
- П'єто Нігроне Калабрезе (Pietro Nigrone Calabrese)
- Онофріо Паломеа (Onofrio Palomea)
- П'єтро Паоло Понцо (Pietro Paolo Ponzo)
- Бартоломео Петтінато (Bartolomeo Pettinato)
- П'єтро дель Пьятта (Pietro dell Piata)
- Марко ді Піно да Сієна (Marco di Pino da Siena)
- Антоніо Піццо (Antonio Pizzo)
- Шипіоне Пульцоне (Scipione Pulzone)
- Аньєло Редіто (Aniello Redito)
- Джованні Баттіста Россі (Giovanni Battista Rossi)
- Муціо Россі (Muzio Rossi)
- Нунціо Россі (Nunzio Rossi)
- Джованні П'єтро Руссо (Giovanni Pietro Russo)
- Франческро Руввіале (Francesco Ruvviale)
- Андреа дель Салерно (Андреа Саббатіні, він же Andrea del Salerno 1487—1530)
- Новелла да Сан Лучіано (Novello da San Luciano)
- Джироламо Сантакроче (Girolamo Santacroce бл. 1502—1535)
- Фабріціо Сантафеде (Fabrizio Santafede 1560—1633)
- Франческо Сантафеде (Francesco Santafede)
- Ораціо Скоппа (Orazio Scoppa)
- Джироламо Січоланте да Сермонета (Girolamo Siciolante da Sermoneta 1521—1575)
- Ніколо ді Сімоне (Nicoló di Simone)
- Аньоло Соле (Agnolo Sole)
- П'єтро Франчоне Спаньюоло (Pietro Francione Spagnuoli;)
- Джованні Томмазо Спляно (Giovanni Tomasso Splano)
- Деціо Термізано (Dezio Termisano)
- Чезаре Тюрко (Cesare Turco)
- Падре Джузеппе Валеріано (Padre Giuíeppe Valeriano)
- Андреа ді Віто (Andrea di Vito) та інші.

## Третя книга
- Іпполіто Боргезе (Ippolito Borghese 1568—1627)
- Джованні Баттіста Караччоло (Battistello Caracciolo 1578—1635)
- Мікеланджело да Караваджо (1573—1610)
- Хосе де Рібера (Jusepe de Ribera 1591—1652)
- Массімо Станціоне (Massimo Stanzione 1585—1656)
- Доменіко Гарджуло (Domenico Gargiulo 1610—1675)
- Артемізія Джентілескі (Artemisia Gentileschi 1593—1653)
- Лука Джордано (Luca Giordano 1634—1705)
- Матіа Преті (Mattia Preti 1613—1699)
- Бернардо Кавалліно (Bernardo Cavallino 1616—1656)
- Франческо Коцца (Francesco Cozza 1605—1682)
- Джованні Франческо де Роза (Giovan Francesco De Rosa 1607—1656)
- Джованні Баттіста Спінеллі (Giovan Battista Spinelli 1613—1658)
- Франческо Солімена (Francesco Solimena 1657—1747)
- Андреа де Ліоне (Andrea De Lione 1610—1685)
- Томмазо Джачінто (Tommaso Giaquinto)
- Коррадо Джачінто (Corrado Giaquinto 1703—1766)
- Дженнаро Греко (1663—1714)